# Inagi
Inagi (Japans: 稲城市, Inagi-shi) is een stad (shi) in de Japanse prefectuur Tokio. Eind 2010 had de stad bijna 85.000 inwoners en een bevolkingsdichtheid van ruim 4.700 bewoners per km². Het totale gebied beslaat 17,97 km². De rivier Tama stroomt van noordwest naar noordoost door Inagi.

## Geschiedenis
Op 1 april 1957 werd het dorp Inagi een gemeente (machi).
Op 1 november 1971 werd Inagi een stad (shi).

## Verkeer
Inagi ligt aan de Nambu-lijn van de East Japan Railway Company, aan de Tama-lijn van de Odakyu Elektrische Spoorwegmaatschappij, aan de Keio-lijn en de Sagamihara-lijn van de Keio Maatschappij
Inagi ligt aan de Inagiohashi-tolweg en aan de prefecturale wegen 9, 19, 41, 124 en 139.

## Bezienswaardigheden
- Yomiuriland (よみうりランド, Yomiurirando), een attractiepark met de achtbaan Bandit, die op het moment van ingebruikname (1988) de hoogste (51m) en snelste (110 km/u) ter wereld was.

## Aangrenzende steden
- Chofu
- Fuchu
- Tama
- Kawasaki